# Ágios Nikólaos (Corfou)
Pour les articles homonymes, voir Agios Nikolaos.
Ágios Nikólaos (grec moderne : Άγιος Νικόλαος) est une localité située dans le dème de Corfou-Sud, dans le district régional de Corfou, dans la périphérie des Îles Ioniennes, en Grèce.
Selon le recensement de 2021, elle compte 293 habitants.